# Victor de Marseille
Pour les articles homonymes, voir Victor.
Victor de Marseille, né à une date inconnue et mort le 21 juillet 303 ou 304 à Marseille, est un militaire romain, officier dans la légion thébaine en partie composée de chrétiens et qui est  massacrée sous le règne des empereurs Dioclétien (285-305) et Maximien Hercule (285-305) à Agaune (aujourd'hui Saint-Maurice, en Suisse), selon Eucher, archevêque de Lyon.     
Selon Amédée Thierry, historien au XIXe siècle, Victor, officier dans la garde de l'empereur, serait arrivé à Marseille à l'occasion d'une visite dans la ville de l'empereur Maximien Hercule.     
Une autre tradition voit Victor commandant des troupes romaines de Marseille converti et fervent défenseur de la foi chrétienne avertir les croyants de la cité de la dangereuse venue de l'empereur Maximien Hercule, l'exécuteur. Dénoncé, Victor se voit accusé et sommé d'abjurer vers 288,.     

## Biographie
Vers 288 ou en février 303, dans l'Empire romain déjà bien christianisé, où la foi chrétienne a pénétré les diverses couches de la population, éclate une persécution soudaine, brutale et systématique, qui fera des milliers de victimes dans tout l'Empire. Basé à Marseille ou rescapé du massacre de la légion thébaine, Victor sera l'une de celles-ci, subissant le martyre pour refuser d'abjurer sa foi chrétienne. 
Début juillet 303 (ou 304 selon d'autres sources), l'officier Victor est amené au tribunal de Marseille où siège le préfet du prétoire Euticius (ou Eutychius). Refusant de percevoir sa solde, menaçant de quitter l'armée et clamant qu’il est chrétien, il refuse de sacrifier aux dieux comme le lui demande le juge. Il est alors traîné à travers la ville, les bras liés dans le dos pour tenter de le ridiculiser. 
Ramené devant le juge, Victor refuse à nouveau de se soumettre : « Je ne sacrifierai pas ; cela est dû au Créateur, non à une créature ». En entendant cela le tribun Astérius lui donne une gifle et les soldats le frappent à coups de gourdin. Après quoi Asterius ordonne de le suspendre et de le martyriser avec des lanières de cuir. Puis il est descendu et enfermé dans un cachot. Là, il va convertir trois gardiens : Longin, Alexandre et Félicien, ou selon une tradition, ils le feront d'eux-mêmes à la vue du cachot rempli d'une lumière surnaturelle. 

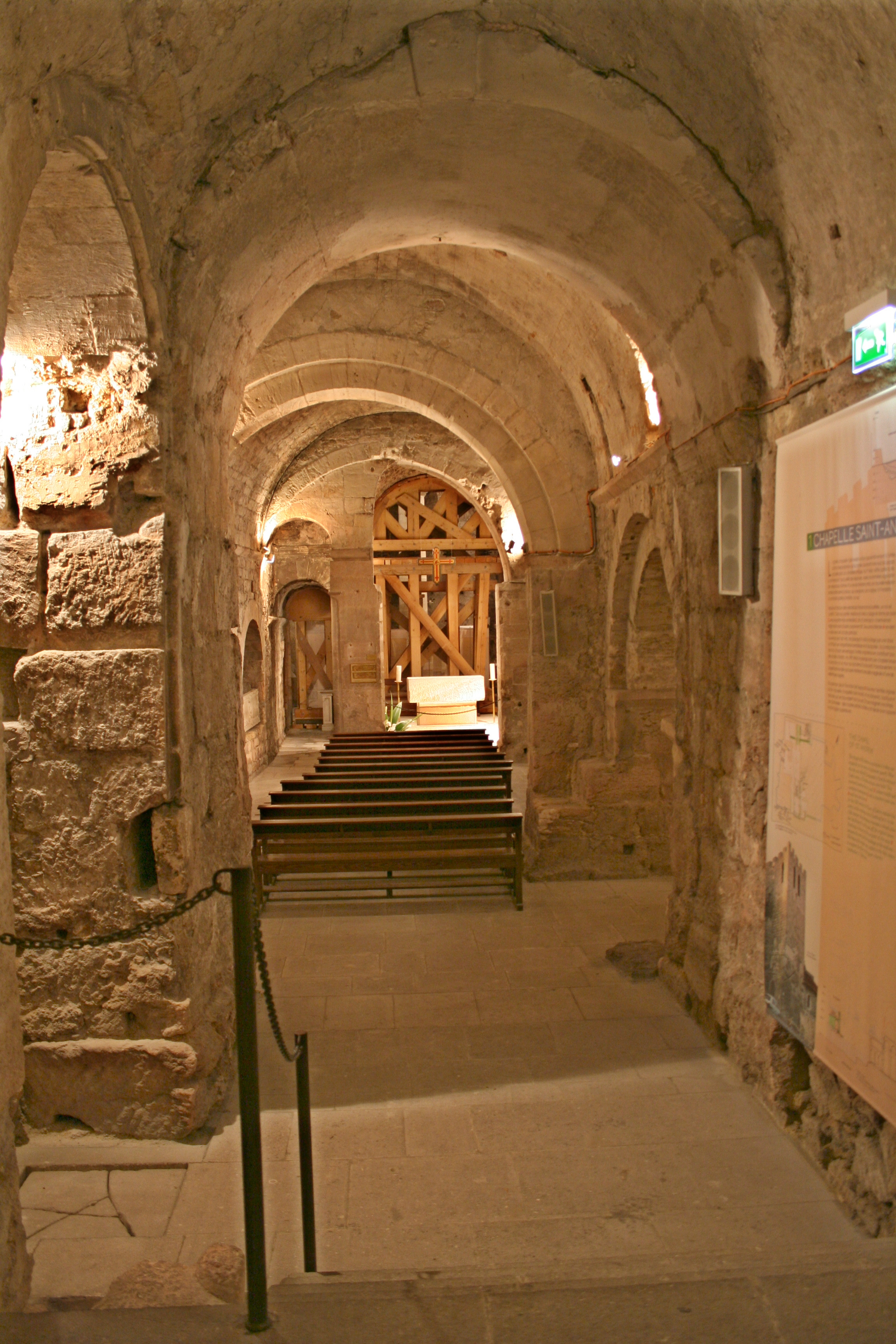
Martyrium dans la crypte de l'abbaye de Saint-Victor.

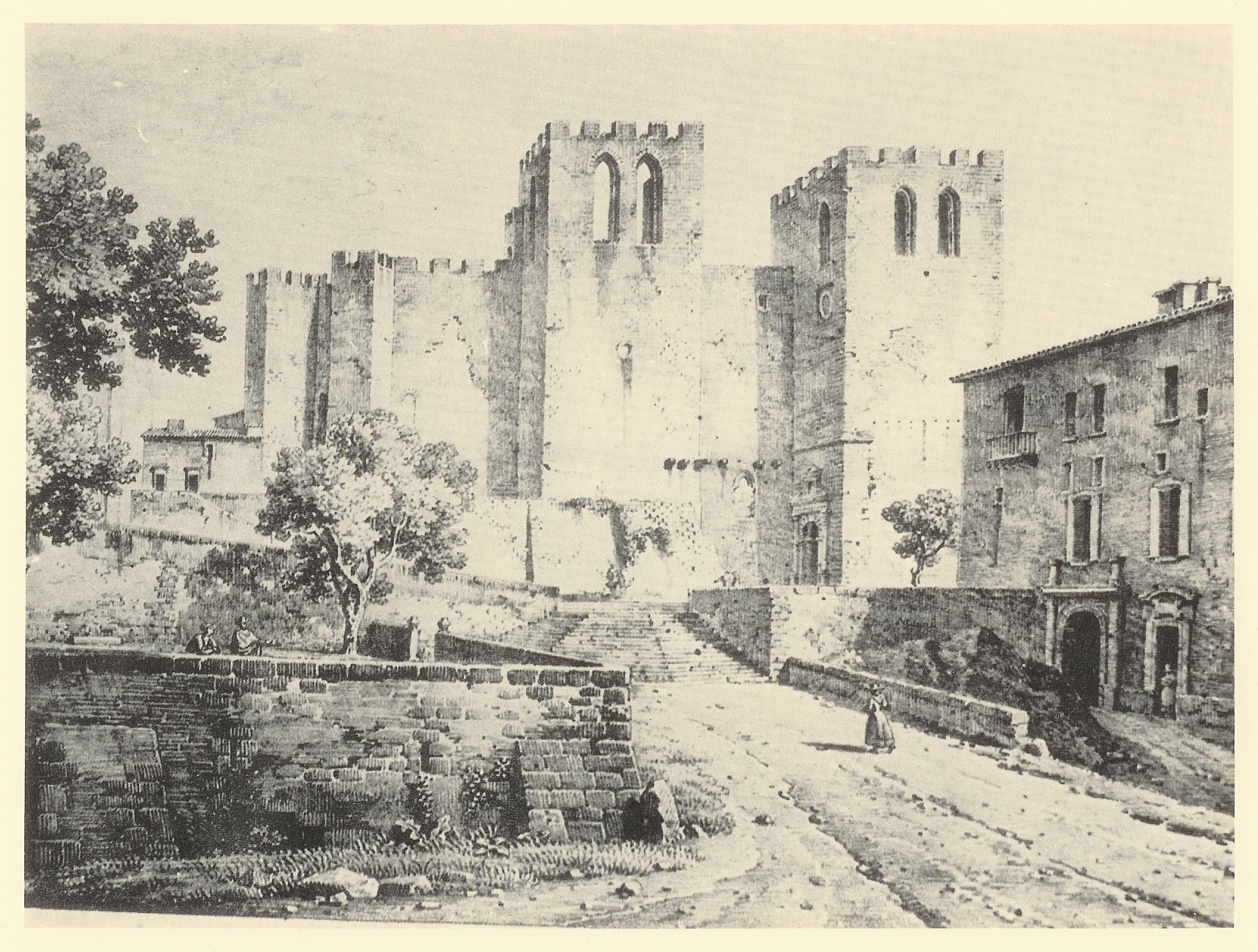
L'abbaye de Saint-Victor à Marseille, gravure de 1818.

Le 21 juillet, Victor est tiré des arrêts et traduit à nouveau devant le préfet Euticius. Comme précédemment il refuse à plusieurs reprises de sacrifier aux dieux. Le juge insiste et lui présente l’autel où il doit le faire, mais Victor ne supporte même pas de regarder cet autel dédié à de fausses divinités. D’un coup de pied, il le fait tomber de la main du prêtre, par terre. Le juge en colère ordonne que le pied ayant donné le coup soit coupé, puis, comme Victor n'infléchit pas sa position, il ordonne de le mettre sous la meule du boulanger, entraînée par un animal, où le grain est habituellement broyé. 
Les chrétiens de Marseille, qui ont vu où le corps avait été jeté dans la mer, vont le récupérer, puis l'enterrent en hâte dans l'ancienne carrière grecque devenue nécropole, à flanc de colline. Trente-deux chrétiens moururent en martyr à cette époque. Par la suite, au même emplacement, va être fondée une abbaye à l'initiative de Jean Cassien à laquelle son nom fut donné : l'abbaye Saint-Victor de Marseille, qui deviendra un des hauts lieux du catholicisme dans le sud de la France. À ce sujet, Jean-Baptiste Grosson écrivit, en 1773, dans son Recueil des antiquités et des monuments marseillais qui peuvent intéresser l’histoire et les arts à propos des origines de l'abbaye :
« L'origine de cette Église est due à la piété des premiers fidèles. Elle n'a d'abord été qu'une grotte ou caverne qui étant pour lors éloignée de la ville, et dans l'emplacement des anciens Champs-Élysées, ou ossuarium des marseillois, servoit de retraite aux premiers chrétiens, pour y aller célébrer les saints Mystères, et ensevelir les corps des martyrs. Il y a auprès de cette grotte, qui est aujourd'hui renfermée dans l'église inférieure, une chapelle dédiée à Notre-Dame de Confession, dont l'autel fut construit sous l'empereur Antonin qui vivoit l'an 140. Victor, officier des troupes marseilloises, ayant souffert le martyre sous Dioclétien, l'an 303, le 21 juillet, les fidèles ensevelirent son corps dans cette grotte. »
Victor est fêté avec ses compagnons qui furent décapités le 21 juillet.

## Chapelles et lieux de culte
- L'abbaye Saint-Victor de Marseille, dans les Bouches-du-Rhône ;
- L'église Saint-Victor de Guyancourt, dans les Yvelines ;
- L'église de Saint-Victor dans le Cantal ;
- L'église de Saint-Victor-sur-Loire à Saint-Étienne dans la Loire.
- L'église de Saint-Victor de Petigny dans la province de Namur (Belgique)